# Attention Deficit
Attention Deficit – debiutancki album amerykańskiego rapera Wale’a wydany po raz pierwszy 22 września 2009. Album promował utwór Chillin nagrany z gościnnym udziałem Lady Gagi.

## Utwory na płycie
| Lp. | Tytuł                                            | Producent                     | Długość |
| --- | ------------------------------------------------ | ----------------------------- | ------- |
| 1   | „Triumph”                                        | Dave Sitek                    | 2:26    |
| 2   | „Mama Told Me”                                   | Best Kept Secret              | 3:38    |
| 3   | „Mirrors” (feat. Bun B)                          | Mark Ronson                   | 4:17    |
| 4   | „Pretty Girls” (feat. Gucci Mane & Weensey)      | Best Kept Secret              | 4:13    |
| 5   | „World Tour” (feat. Jazmine Sullivan)            | Cool & Dre                    | 3:48    |
| 6   | „Let It Loose” (feat. Pharrell Williams)         | The Neptunes                  | 4:49    |
| 7   | „90210”                                          | Mark Ronson                   | 3:22    |
| 8   | „Shades” (feat. Chrisette Michele)               | Best Kept Secret, JuJu        | 3:56    |
| 9   | "Chillin” (feat. Lady Gaga)                      | Cool & Dre                    | 3:22    |
| 10  | „TV in the Radio” (feat. K’naan)                 | Dave Sitek                    | 3:21    |
| 11  | „Contemplate”                                    | Syience                       | 3:34    |
| 12  | „Diary” (feat. Marsha Ambrosius)                 | The Sleepwalkers              | 4:32    |
| 13  | „Beautiful Bliss” (feat. Melanie Fiona & J.Cole) | DJ Green Lantern, Mark Ronson | 5:05    |
| 14  | „Prescription”                                   | Best Kept Secret              | 3:28    |

iTunes Bonus Tracks
- 15 – „Center of Attention (Artistic Integrity 2)” (J.U.S.T.I.C.E. League)
- 16 – „My Sweetie” (Apple Juice Kid)
- 17 – „Be Right” (Cool & Dre)